# احمد زبانه
احمد زبانه با نام اصلی احمد زهانه (عربی: احمد زبانة) (زاده: ۱۹۲۶ – درگذشته: ۱۹۵۶) از رزمندگان انقلاب آزادیبخش الجزایر در زهانه در ۳۲ کیلومتری وهران به دنیا آمد، وی نهمین فرزند خانواده اش بود و اولین کسی بود که در جریان انقلاب آزادیبخش با گیوتین اعدام شد.

## پیوستن به صفوف جنبش
پیوستن احمد زبانه به سازمانهای اسلامی با رشد روح ملی‌گرایی در او همراه بود که احساس او نسبت به دیکتاتوری و ستم و تحقیری که مردم کشورش از آن رنج می‌بردند را افزایش می‌داد. وی سال ۱۹۴۱ به صفوف جنبش ملی پیوست و داوطلب گسترش اصول جنبش و افشای جنایات استعمار فرانسه شد. او در جریان عمل شایستگی خودش را اثبات کرد و سازمان مخفی جنبش (جناح نظامی) او را عضوگیری نمود. او توانست هسته‌هایی برای جنبش در مناطق تحت مسئولیتش تشکیل دهد، او در عملیات پست در «وهران» در سال ۱۹۵۰ شرکت داشت.
افزایش فعالیت‌های سیاسی زبانه و تحرکاتش منجر به جلب توجه مقامات استعمار و دستگیری و محکومیت وی به سه سال زندان گردید و بدنبال آن نیز محکوم به سه سال تبعید در نقاط مختلف شد.

## نقش در زمینه‌سازی انقلاب
بعد از منحل شدن «کمیته انقلابی اتحاد و عمل» در ۵ ژوئیه ۱۹۵۴، زبانه از طرف «العربی بن مهیدی» به عنوان مسئول منطقه وهران تعیین و موظف شد نیرو و سلاح مورد نیاز انقلاب را تأمین کند. زبانه برای اجرای دستورهایی که به وی داده شده بود با عبد المالک شعبان جلساتی برگزار کرد. بعد از این جلسه‌ها مسئولیت‌های زبانه که عبارت بودند از آموزش و آماده‌سازی گردان‌ها و مشخص کردن اماکن مناسب به عنوان مراکز انقلاب مشخص شد. وظیفه این گردانها جمع‌آوری پول برای خرید سلاح و مهمات بود. احمد در کنار عبد المالک رمضان بر آموزش نظامی و چگونگی کمین گذاری و حمله و بمب سازی نظارت داشت. درجلسه ای که در تاریخ ۳۰ اکتبر ۱۹۵۴ به ریاست العربی بن مهیدی برگزار شد تاریخ دقیق شروع انقلاب و تعیین اهدافی که قرار بود شب اول نوامبر مورد حمله قرار بگیرند مشخص گردید. در۳۱ اکتبر ۱۹۵۴ زبانه با گردانها جلسه ای برگزار و مسئولیت هر کدام و اهداف و نقطه الحاق در کوه «القعده» را مشخص نمود.

## نقش در انقلاب
بعد از اجرای عملیات روی اهداف فرانسوی، زبانه با فرماندهان و اعضای گردانهای مأمور به اجرای عملیات جلسه گذاشت تا اقداماتی که باید در مراحل بعدی انجام دهند را بررسی و برنامه‌ریزی کنند. از جمله عملیاتهای موفقی که زبانه فرماندهی کرد عملیات «لاماردو» در اول نوامبر۱۹۵۴ و درگیری «غار» در «وجلید» در ۱۱ نوامبر ۱۹۵۴ بود. در این درگیری احمد زبانه مورد اصابت دو گلوله قرار گرفت و اسیر و به بیمارستان و بعد از آن به زندان «وهران» منتقل گردید.

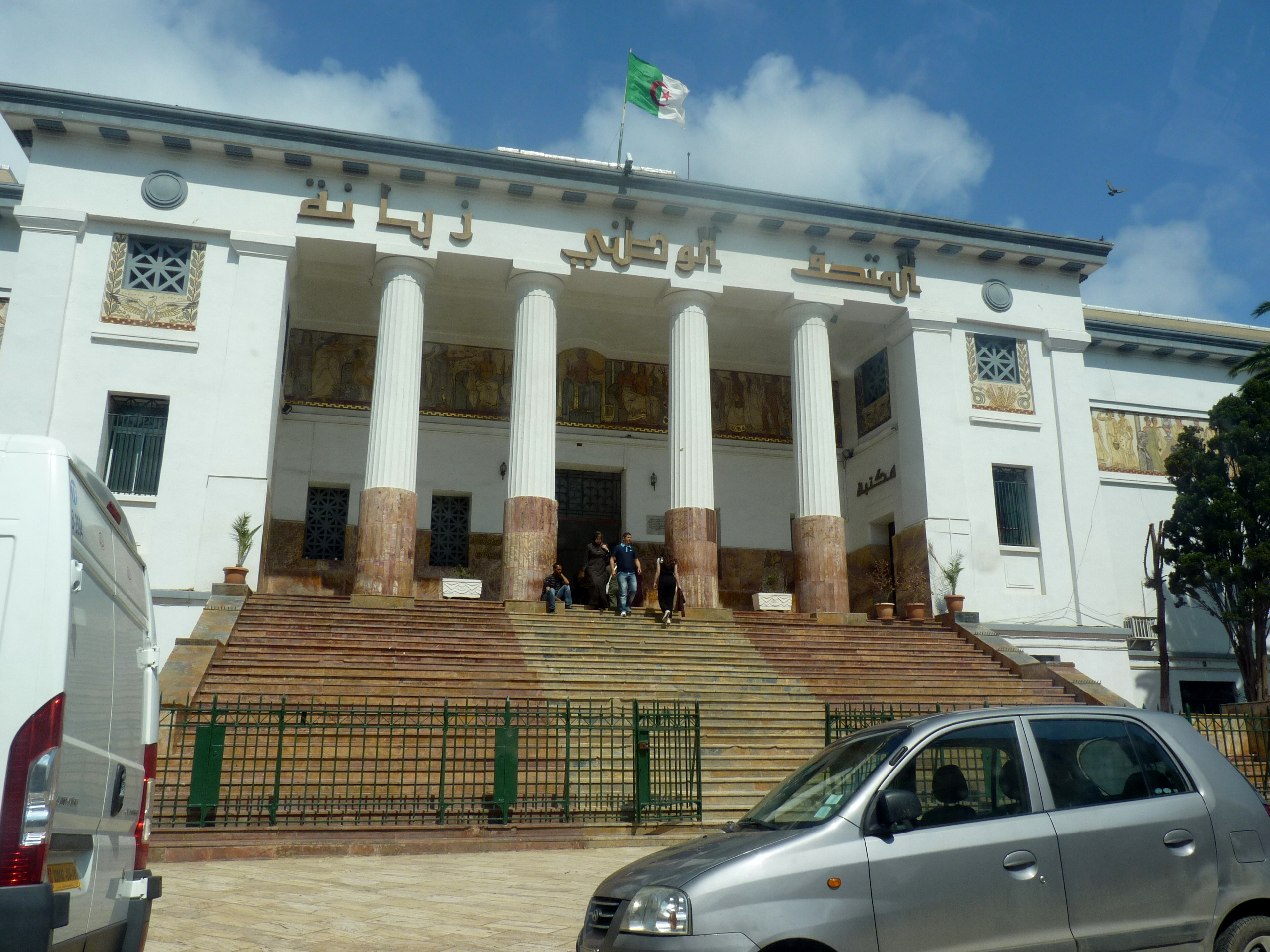
موزه ملی احمد زبانه

## اعدام
دادگاه نظامی «وهران» در ۲۱ آوریل ۱۹۵۵ برای احمد حکم اعدام صادر کرد. در تاریخ ۳ می ۱۹۵۵ زبانه به زندان «برباروس» در پایتخت الجزایر منتقل و برای بار دوم دادگاهی و حکم قبلی وی ابرام شد. زبانه از زندان «برباروس» به زندان «سرکاجی» منتقل و حوالی ساعت ۴ صبح ۱۹ ژوئن ۱۹۵۶ از بند زندان به سمت گیوتین برده شد، او فریاد می‌زد: «من خیلی خوشحالم که اولین الجزایری هستم که با گیوتین اعدام می‌شود، چه ما باشیم و چه نباشیم، الجزایر آزاد و مستقل زندگی می‌کند».
وی سپس از وکیل خود خواست که پیامش را به مادرش برساند، این اقدام وی انعکاس گسترده‌ای در سطح داخلی و خارجی داشت. در سطح خارجی برجسته‌ترین روزنامه‌ها در صفحه اول عکس زبانه را چاپ و توضیحات مفصلی حول زندگی او نوشتند، اما در داخل الجزایر روز بعد از اعدام یعنی روز ۲۰ ژوئن ۱۹۵۶ گروهی از مجاهدین در منطقه غرب الجزایر اقدام به عملیات انتحاری کردند که نتیجه آن کشته شدن ۴۷ نفر و اعدام دو زندانی فرانسوی بود.

## بزرگداشت
در بزرگداشت یاد و خاطره احمد زبانه یک موزه و یک ورزشگاه در شهر وهران به نام او نامگذاری شد.